# Cal Calderó (Juneda)
Cal Calderó és una obra de Juneda (Garrigues) inclosa a l'Inventari del Patrimoni Arquitectònic de Catalunya.

## Descripció
És un casal de planta baixa, pis i golfes. En destaca el portal d'accés adovellat i les petites obertures circulars de les golfes. La façana de la planta baixa és feta de carreus rejuntats.